# Parafia św. Jana Apostoła we Wrocławiu
Parafia Świętego Jana Apostoła we Wrocławiu znajduje się w dekanacie Wrocław północ III (Psie Pole) w archidiecezji wrocławskiej. Obsługiwana przez księży archidiecezjalnych. Erygowana w 1987. Mieści się przy ulicy Królewskiej.

## Zasięg parafii
Parafia obejmuje ulice:	Admiralska, Archeologów, Belgradzka, Bora-Komorowskiego, Bratysławska, Brzuchowicka, Charkowska, Chmielna, Chocimska, Dubrownicka, Etnografów, Hetmańska, Irkucka, Jagiellońska, Kasztelańska, Kopańskiego, Kotwiczna, Królewska, Królowej Marysieńki, Księżycowa, Lublańska, Liońska, Łuczników, Marynarska, Masztowa, Motykówny, Niepodległości, Odeska, Odolanowska, Odrodzenia Polski, Okrętowa, Okulickiego, Oleska, Orna, Paryska, Pedagogiczna, Ryska, Sarajewska, Sewastopolska, Siedzikówny, Skarbu Zakrzowskiego, Skopijska, Staropolska, Stoczniowa, Tallińska, Wallenroda, Wiedeńska, Wilanowska, Wilczkowska, Wołgogradzka, Zagrzebska, Zatorska.